# Romeo & Juliet (Ryan Adams)
Romeo & Juliet è il ventesimo album in studio del cantautore statunitense Ryan Adams (il sedicesimo come solista), pubblicato il 25 aprile 2022.

## Tracce
1. Rollercoaster – 4:10
2. In the Blue of the Night – 3:35
3. I Can't Remember – 3:11
4. Somethings Missing – 2:17
5. Doylestown Girl – 2:54
6. Romeo & Juliet – 3:43
7. Anything – 3:48
8. Rain in LA – 5:03
9. Poor Connection – 3:49
10. In the Meadow – 6:31
11. Run – 3:38
12. This Is Your House – 2:05
13. At Home with the Animals – 3:55
14. Earthquake – 4:07
15. Hold Me Together – 3:33
16. Losers – 3:48
17. My Heaven – 4:22
18. Theo Is Dreaming – 1:22
19. They Will Know Our Love – 3:39

Tracce Bonus
1. Desperate Times – 3:43
2. Somethings Missing – 2:31